# Latomeandra
Genre
Espèces de rang inférieur
- † Latimaeandra alaskana
- † Latimaeandra benoisti
- † Latimaeandra eucystis
- † Latimaeandra meyeri
- † Latimaeandra polymorpha
- † Latomaeandra labyrinthica
- † Latomeandra delemontana
- † Latomeandra dubia
- † Latomeandra fromenteli
- † Latomeandra juettneri
- † Latomeandra mayeri
- † Latomeandra minor
- † Latomeandra mitodaensis
- † Latomeandra obliqua
- † Latomeandra plicata
- † Latomeandra ramosa
- † Latomeandra richei
- † Latomeandra somaensis
- † Latomeandra steini
- † Latomeandra tosaensis

Synonymes
- Chorisastrea Fromentel, 1861 (mais voir le texte)
- Latimaeandra Milne-Edwards and Haime, 1857

Latomeandra est un genre éteint de coraux durs de la famille également éteinte des Latomeandridae et de l'ordre des Scleractinia (ou scléractiniaires). Les différentes espèces sont trouvées dans des terrains datant entre 221,5 et 37,2 Ma (du Trias à l'Éocène), avec une répartition mondiale.
Note : Fossilworks considère le nom Chorisastrea comme un synonyme de Latomeandra, alors que le Muséum National d'Histoire Naturelle de Paris considère Chorisastrea Frech, 18961 comme un nom valide de la famille éteinte des Calamophylliidae, avec quatre espèces : Chorisastrea caquerellensis Koby, 1885, Chorisastrea elegans Koby, 1885, Chorisastrea glomerata Koby, 1885 et Chorisastrea sp. Gill, 1967.